# کن داربی
کن داربی (انگلیسی: Kenneth Lorin Darby؛ ۱۳ مهٔ ۱۹۰۹ – ۲۴ ژانویهٔ ۱۹۹۲) یک آهنگساز اهل ایالات متحده آمریکا بود.
وی همچنین ۳ مرتبه برنده جوایزی همچون جایزه اسکار بهترین موسیقی فیلم شده است.